# Radivoje Ognjanović
Radivoje Ognjanović   (Strošinci, 1 de juliol de 1933 - Belgrad, 30 d'agost de 2011) fou un futbolista serbi de la dècada de 1950.
Fou cinc cops internacional amb la selecció iugoslava amb la qual participà a la Copa del Món de Futbol de 1958.
Pel que fa a clubs, defensà els colors de FK Partizan, FK Estrella Roja, SK Sturm Graz i FC Basel.
Trajectòria com a entrenador:
- 1982–1984  Camerun
- 1989–1992  Costa d'Ivori
- 1993–1994 Xina U23